# Karel Geirlandt
Karel J. Geirlandt (Gent - Ledeberg 06.08.1919-11.05.1989 Elsene; 69 j.) was de wegbereider en bezieler van het Gentse Museum van Hedendaagse kunst, een instituut dat later onder impuls van Mark De Cock en ook kunstpaus Jan Hoet S.M.A.K. zou gaan heten.
Karel Geirlandt, een Gentse advocaat, was in 1957 de stichtende voorzitter van wat bekend staat als "De Vereniging" (-voor het Museum van Hedendaagse kunst te Gent'), die aan de basis lag van wat nu het S.M.A.K. is. Hij werd opgevolgd door Marc De Cock, die later ook een belangrijke rol zou vervullen in dat instituut voor Hedendaagse kunst in Gent en bij het steunen van jonge, opkomende kunstenaars.
De huidige artistieke leider van het S.M.A.K. is Philippe Van Cauteren.
Karel Geirlandt publiceerde ook over hedendaagse kunst, vooral in het tijdschrift Openbaar Kunstbezit in Vlaanderen.

## Werken (een greep)
- (met Marc De Cock, Doris De Cock-De Backer) Figuratie en defiguratie: de menselijke figuur sinds Picasso, Gent: Stadsbestuur, 1964 (catalogus van een tentoonstelling in het Museum voor Schone Kunsten in Gent)
- (met Roland Jooris) Retrospectieve Roger Raveel, Gent: Centrum voor Kunst en Cultuur, 1974
- (samensteller) 12=Twaalf x 1: een zekere actualiteit van de hedendaagse kunst in Frankrijk, Brussel: Europalia, 1975
- Vic Gentils, Brussel: Museumfonds van het Ministerie van de Vlaamse Gemeenschap, 1985
- Roel D'haese - Etsen / Skulptuur, 1986
- Antoine Mortier, Lannoo, 1989 ISBN 9789020917161
- (met Jan Foncé) Vic Gentils, 3 delen, Lannoo, 1994 ISBN 978-9020925050
- (met Phil Mertens, Jean Warie) Kunst in België na 1845, Mercatorfonds, 2001 (ook in Engelse en Franse vertaling)

Artikels in Openbaar Kunstbezit Vlaanderen:
- Valerio Adami - Hotel Chelsea Bathroom
- Pierre Alechinsky - De laatste dag
- Enrico Baj - Tu quoque, Brute, fili mi
- Roger Raveel - Herinneringen aan het doodsbed van mijn moeder
- Francis Bacon - Paus met uilen
- Raymond Duchamp-Villon - Dood paard
- Alberto Giacometti, 1901-1966 - Venetië II
- Karel Appel - De vliegende man

## Over Geirlandt (selectie)
- Karel J. Geirlandt, in Openbaar Kunstbezit Vlaanderen 1970, p. 28-28b.
- Freddy De Vree: Hommage aan Karel Geirlandt, Antwerpen: Campo, 1990
- Filip Willaert: Karel Geirlandt (1919-1989), promotor van de hedendaagse kunst na de Tweede Wereldoorlog, Universiteit Gent, 1993
- Claire Van Damme: Hulde aan Karel Geirlandt, in: Lezingenreeks over kunst en tentoonstelligen in Gent, Gent: Communication en Cognition, 1994
- Het allereerste nummer van Documenten & Argumenten. Tijdschrift over de geschiedenis van het S.M.A.K., Gent: S.M.A.K. & De Vrienden v/h S.M.A.K., november 2018, 178 p., onder hoofdredactie van Koen Brams, is grotendeels gewijd aan Karel Geirlandt.

- Gemeinsame Normdatei: 14148473X
- International Standard Name Identifier: 0000 0001 2020 0219
- Library of Congress Control Number: n86069939
- Nationale Bibliotheek van Tsjechië: jcu2010568546
- Nationale bibliotheek van Australië: 49783826
- Nederlandse Thesaurus van Auteursnamen: 072357908
- Système universitaire de documentation: 072308958
- Virtual International Authority File: 3952667
- WorldCat: E39PBJqfGCTd7XdCCQMvKpFqcP